# 대한민국의 대법원장비서실장
대법원장비서실장(大法院長秘書室長)은 대법원장비서실을 대표하는 직위로, 판사 또는 정무직공무원으로 보한다.

## 역할
- (법원조직법 제23조제2항) 대법원장비서실에 실장을 두되, 실장은 판사로 보하거나 정무직으로 하고, 대법원장의 명을 받아 비서실의 사무를 관장하며, 소속 공무원을 지휘·감독한다.

## 역대 기관장

### 대법원장비서실장
| 대법원장 | 대수           | 이름                            | 임기                             | 비고 |
| -------- | -------------- | ------------------------------- | -------------------------------- | ---- |
|          |                | 이충원                          |                                  |      |
|          |                | 전하우                          |                                  |      |
| 이영섭   |                | 유성균(柳星均)                  | 1979년 3월 27일~                 |      |
| 유태흥   |                | 가재환(賈在桓)                  | 1981년 4월 16일~1986년           |      |
| 김용철   |                | 권기현(權奇鉉)                  | ~1988년 3월                      |      |
| 이일규   |                |                                 |                                  |      |
| 김덕주   |                | 이건웅(李健雄)                  | 1990년 9월 1일~                  |      |
| 김덕주   |                | 황상현(黃相顯)                  | 1991년~1993년 2월 21일           |      |
| 김덕주   |                | 김효종(金曉鍾)                  | 1993년 2월 22일~                 |      |
| 윤관     |                | 김재진(金在晋)                  | 1991년 10월~1993년               |      |
| 윤관     |                | 김명길(金明吉)                  | 1993년 10월 18일~1996년 2월 26일 |      |
| 윤관     |                | 정호영(鄭鎬瑛)                  | 1996년 2월 26일~1998년 2월       |      |
| 윤관     |                | 양삼승(梁三承)                  | 1998년 2월 23일~1999년 2월       |      |
| 윤관     |                | 조대현(曺大鉉)                  | 1999년 3월 1일~1999년 10월 17일  |      |
| 최종영   |                | 이공현(李恭炫)                  | 1999년 10월 18일~2001년 2월      |      |
| 최종영   |                | 신영철(申暎澈)                  | 2001년 2월~2003년                |      |
| 최종영   |                | 목영준(睦榮埈)                  | 2003년~2003년 9월 14일           |      |
| 최종영   |                | 김지형(金知衡)                  | 2003년 9월~2005년 9월 24일       |      |
| 이용훈   |                | 이광범(李光範)                  | 2005년 9월 24일~2005년 12월      |      |
| 이용훈   |                | 김종훈(金宗勳)                  | 2006년 1월 5일~2008년 9월 1일    |      |
| 이용훈   |                | 안철상(安哲相)                  | 2009년 2월 16일~2011년 2월 17일  |      |
| 이용훈   |                | 윤준(尹駿)                      | 2011년 2월 17일~2013년 2월 14일  |      |
| 양승태   |                | 윤준(尹駿)                      | 2011년 2월 17일~2013년 2월 14일  |      |
|          | 김정만(金正晩) | 2013년 2월 14일~2015년 2월 12일 |                                  |      |
|          | 설범식(薛範植) | 2015년 2월 12일~2018년 2월 13일 |                                  |      |
| 김명수   | 설범식(薛範植) | 2015년 2월 12일~2018년 2월 13일 |                                  |      |
|          | 김환수(金煥洙) | 2018년 2월 13일~2019년 2월 14일 |                                  |      |
|          | 오성우(吳星禹) | 2019년 2월 14일~2020년 2월 24일 |                                  |      |
|          | 반정우(潘侹佑) | 2020년 2월 24일~2022년 2월 20일 |                                  |      |
|          | 김상우         | 2022년 2월 21일~2024년 2월 18일 | 특허법원 판사 겸임               |      |
| 조희대   |                | 정윤형                          | 2024년 2월 19일~                 |      |

## 같이 보기
- 대한민국 대법원
- 대한민국의 대법원장